# Élections législatives de 2002 dans l'Aisne
Les élections législatives françaises de 2002 se déroulent les 9 et 16 juin 2002. Dans le département de l'Aisne, cinq députés sont à élire dans le cadre de cinq circonscriptions.

## Élus
| Circonscription                                 | Député sortant        | Parti | Parti | Député élu ou réélu   | Parti | Parti         |
| ----------------------------------------------- | --------------------- | ----- | ----- | --------------------- | ----- | ------------- |
| 1re                                             | René Dosière          |       | PS    | René Dosière          |       | PS            |
| 2e                                              | Odette Grzegrzulka    |       | PS    | Xavier Bertrand       |       | UMP           |
| 3e                                              | Jean-Pierre Balligand |       | PS    | Jean-Pierre Balligand |       | PS            |
| 4e                                              | Jacques Desallangre   |       | MDC   | Jacques Desallangre   |       | Divers gauche |
| 5e                                              | Renaud Dutreil        |       | UDF   | Renaud Dutreil        |       | UMP           |
| * député sortant ne se représentant pas en 2002 |                       |       |       |                       |       |               |

## Résultats

### Analyse

Résultats électoraux de la droite parlementaire au premier tour par canton.
Résultats électoraux de la gauche parlementaire au premier tour par canton.

La gauche, alors majoritaire au conseil général, conserve de justesse la majorité des circonscriptions. Elle limite donc les pertes dans un département où Jean-Marie Le Pen était arrivé en tête, un mois plus tôt, au premier tour de l’élection présidentielle. La circonscription de Saint-Quentin est la seule à basculer, en raison de la victoire de l'UMP Xavier Bertrand sur la socialiste sortante. Au sud du département, la circonscription de Château-Thierry confirme le bien-fondé de sa réputation de place forte de la droite départementale. Incapable de porter l'un de ses représentants locaux au second tour, la gauche y fut réduite à arbitrer le duel entre le secrétaire d'État aux PME Renaud Dutreil et un candidat d'extrême-droite. De son côté, élu précédemment sous l'étiquette MDC, Jacques Desallangre a abandonné le parti chevènementiste pour se présenter sous l'étiquette Divers gauche et l'a emporté malgré la concurrence, au premier tour, d'un candidat investi par le PS .

### Résultats à l'échelle du département
| Parti                                     | Parti                               | Premier tour | Premier tour | Second tour | Second tour | Sièges |
| Parti                                     | Parti                               | Voix         | %            | Voix        | %           | Sièges |
| ----------------------------------------- | ----------------------------------- | ------------ | ------------ | ----------- | ----------- | ------ |
|                                           | Union pour un mouvement populaire   | 72 470       | 31,58        | 89 652      | 42,95       | 2      |
|                                           | Divers droite                       | 8 619        | 3,76         | 18 454      | 8,84        | 0      |
|                                           | Union pour la démocratie française  | 5 715        | 2,49         |             |             | 0      |
|                                           | Mouvement pour la France            | 2 650        | 1,15         | 0           |             |        |
|                                           | Majorité présidentielle             | 89 454       | 38,98        | 108 106     | 51,79       | 2      |
|                                           |                                     |              |              |             |             |        |
|                                           | Parti socialiste                    | 58 482       | 25,48        | 66 915      | 32,05       | 2      |
|                                           | Divers gauche                       | 12 912       | 5,63         | 23 673      | 11,34       | 1      |
|                                           | Parti communiste français           | 7 268        | 3,17         |             |             | 0      |
|                                           | Les Verts                           | 7 210        | 3,14         | 0           |             |        |
|                                           | Pôle républicain                    | 2 668        | 1,16         | 0           |             |        |
|                                           | Gauche parlementaire                | 88 540       | 38,58        | 90 588      | 43,39       | 3      |
|                                           |                                     |              |              |             |             |        |
|                                           | Front national                      | 35 621       | 15,52        | 10 065      | 4,82        | 0      |
|                                           | Lutte ouvrière                      | 4 436        | 1,93         |             |             | 0      |
|                                           | Chasse, pêche, nature et traditions | 4 016        | 1,75         | 0           |             |        |
|                                           | Ligue communiste révolutionnaire    | 3 353        | 1,46         | 0           |             |        |
|                                           | Divers écologiste dont MÉI et GÉ    | 1 811        | 0,79         | 0           |             |        |
|                                           | Mouvement national républicain      | 1 742        | 0,76         | 0           |             |        |
|                                           | Extrême gauche dont PT              | 359          | 0,16         | 0           |             |        |
|                                           | Divers                              | 158          | 0,07         | 0           |             |        |
|                                           |                                     |              |              |             |             |        |
| Inscrits                                  | Inscrits                            | 367 490      | 100,00       | 367 477     | 100,00      | 5      |
| Abstentions                               | Abstentions                         | 133 264      | 36,26        | 146 069     | 39,75       |        |
| Votants                                   | Votants                             | 234 226      | 63,74        | 221 408     | 60,25       |        |
| Blancs et nuls                            | Blancs et nuls                      | 4 736        | 2,02         | 12 649      | 5,71        |        |
| Exprimés                                  | Exprimés                            | 229 490      | 97,98        | 208 759     | 94,29       |        |
| Source : Ministère de l'Intérieur - Aisne |                                     |              |              |             |             |        |

### Cartes

Nuance politique des candidats arrivés en tête dans chaque canton au 1er tour dans le département de l'Aisne.
Nuance politique des candidats arrivés en tête dans chaque circonscription au 1er tour dans l'Aisne avec celle des candidats se maintenant au second tour.
Nuance politique des candidats arrivés en tête dans chaque canton au 2e tour dans le département de l'Aisne.
Nuance politique des députés élus dans chaque circonscription au 2e tour dans l'Aisne.

### Résultats par circonscription

#### Première circonscription (Laon)
| Candidat       | Candidat                   | Parti            | Premier tour | Premier tour | Second tour | Second tour |  |
| Candidat       | Candidat                   | Parti            | Voix         | %            | Voix        | %           |  |
| -------------- | -------------------------- | ---------------- | ------------ | ------------ | ----------- | ----------- |  |
|                | René Dosière sortant réélu | PS               | 14 231       | 32,72        | 22 010      | 54,39       |  |
|                | Jean-Claude Lamant         | Divers droite    | 8 619        | 19,82        | 18 454      | 45,61       |  |
|                | Philippe Malpezzi          | UMP              | 7 888        | 18,14        |             |             |  |
|                | Anne-Marie Fournier        | FN               | 6 003        | 13,80        |             |             |  |
|                | Marc Marissal              | PCF              | 1 295        | 2,98         |             |             |  |
|                | Béatrice Lebel             | CPNT             | 1 118        | 2,57         |             |             |  |
|                | Jean-Loup Pernelle         | LO               | 1 099        | 2,53         |             |             |  |
|                | Alain Midelet              | Pôle républicain | 900          | 2,07         |             |             |  |
|                | Thomas Vachetta            | LCR              | 892          | 2,05         |             |             |  |
|                | Élizabeth Fontaine         | MÉI              | 850          | 1,95         |             |             |  |
|                | Christelle Camu            | MNR              | 325          | 0,75         |             |             |  |
|                | Marie-Angélique Anthoine   | CPNT             | 274          | 0,63         |             |             |  |
|                | Catherine Arribas          | Les Verts        | 0            | 0            |             |             |  |
|                | Xavier Devaugerme          | CPNT             | 0            | 0            |             |             |  |
|                |                            |                  |              |              |             |             |  |
| Inscrits       | Inscrits                   | Inscrits         | 70 129       | 100,00       | 70 131      | 100,00      |  |
| Abstentions    | Abstentions                | Abstentions      | 25 651       | 36,58        | 27 391      | 39,06       |  |
| Votants        | Votants                    | Votants          | 44 478       | 63,42        | 42 740      | 60,94       |  |
| Blancs et nuls | Blancs et nuls             | Blancs et nuls   | 984          | 2,21         | 2 276       | 5,33        |  |
| Exprimés       | Exprimés                   | Exprimés         | 43 494       | 97,79        | 40 464      | 94,67       |  |

#### Deuxième circonscription (Saint-Quentin)
| Candidat       | Candidat                    | Parti            | Premier tour | Premier tour | Second tour | Second tour |  |
| Candidat       | Candidat                    | Parti            | Voix         | %            | Voix        | %           |  |
| -------------- | --------------------------- | ---------------- | ------------ | ------------ | ----------- | ----------- |  |
|                | Xavier Bertrand élu         | UMP              | 20 295       | 43,13        | 25 565      | 56,96       |  |
|                | Odette Grzegrzulka sortante | PS               | 12 660       | 26,91        | 19 316      | 43,04       |  |
|                | Marcel Lelong               | FN               | 6 318        | 13,43        |             |             |  |
|                | Jean-Luc Tournay            | PCF              | 2 469        | 5,25         |             |             |  |
|                | Alexis Grandin              | MPF              | 1 235        | 2,62         |             |             |  |
|                | Olivier Gaudin              | LCR              | 724          | 1,54         |             |             |  |
|                | Alain Betems                | CPNT             | 718          | 1,53         |             |             |  |
|                | Freddy Grzeziczack          | Pôle républicain | 718          | 1,53         |             |             |  |
|                | Anne Zanditénas             | LO               | 612          | 1,30         |             |             |  |
|                | Nadia Voiret                | GÉ               | 475          | 1,01         |             |             |  |
|                | Bernard Roger               | PT               | 359          | 0,76         |             |             |  |
|                | Déborah Lagrange            | MNR              | 313          | 0,67         |             |             |  |
|                | Jean-Dominique Basso        | Divers gauche    | 158          | 0,34         |             |             |  |
|                | Nora Ahmed Ali              | Les Verts        | 0            | 0,00         |             |             |  |
|                |                             |                  |              |              |             |             |  |
| Inscrits       | Inscrits                    | Inscrits         | 73 010       | 100,00       | 73 005      | 100,00      |  |
| Abstentions    | Abstentions                 | Abstentions      | 25 095       | 34,37        | 26 431      | 36,2        |  |
| Votants        | Votants                     | Votants          | 47 915       | 65,63        | 46 574      | 63,8        |  |
| Blancs et nuls | Blancs et nuls              | Blancs et nuls   | 861          | 1,8          | 1 693       | 3,64        |  |
| Exprimés       | Exprimés                    | Exprimés         | 47 054       | 98,2         | 44 881      | 96,36       |  |

#### Troisième circonscription (Hirson)
| Candidat       | Candidat                            | Parti            | Premier tour | Premier tour | Second tour | Second tour |  |
| Candidat       | Candidat                            | Parti            | Voix         | %            | Voix        | %           |  |
| -------------- | ----------------------------------- | ---------------- | ------------ | ------------ | ----------- | ----------- |  |
|                | Jean-Pierre Balligand sortant réélu | PS               | 20 529       | 45,54        | 25 589      | 60,56       |  |
|                | Annick Garin                        | UMP              | 11 787       | 26,15        | 16 667      | 39,44       |  |
|                | Françoise Delahaye                  | FN               | 6 816        | 15,12        |             |             |  |
|                | Yannick Marlant                     | PCF              | 1 573        | 3,49         |             |             |  |
|                | Marc Pailler                        | LO               | 908          | 2,01         |             |             |  |
|                | Andrée Flamengt                     | CPNT             | 850          | 1,89         |             |             |  |
|                | José Meurice                        | Les Verts        | 804          | 1,78         |             |             |  |
|                | Annie Pissot                        | MPF              | 541          | 1,20         |             |             |  |
|                | Nicole Caillot                      | Pôle républicain | 429          | 0,95         |             |             |  |
|                | Danièle Sene                        | LCR              | 359          | 0,80         |             |             |  |
|                | Dominique Marcineck                 | MNR              | 348          | 0,77         |             |             |  |
|                | Daniel Wargnier                     | GÉ               | 134          | 0,30         |             |             |  |
|                |                                     |                  |              |              |             |             |  |
| Inscrits       | Inscrits                            | Inscrits         | 72 659       | 100,00       | 72 654      | 100,00      |  |
| Abstentions    | Abstentions                         | Abstentions      | 26 497       | 36,47        | 28 350      | 39,02       |  |
| Votants        | Votants                             | Votants          | 46 162       | 63,53        | 44 304      | 60,98       |  |
| Blancs et nuls | Blancs et nuls                      | Blancs et nuls   | 1 084        | 2,35         | 2 048       | 4,62        |  |
| Exprimés       | Exprimés                            | Exprimés         | 45 078       | 97,65        | 42 256      | 95,38       |  |

#### Quatrième circonscription (Soissons)
| Candidat       | Candidat                          | Parti               | Premier tour | Premier tour | Second tour | Second tour |  |
| Candidat       | Candidat                          | Parti               | Voix         | %            | Voix        | %           |  |
| -------------- | --------------------------------- | ------------------- | ------------ | ------------ | ----------- | ----------- |  |
|                | Jacques Desallangre sortant réélu | Divers gauche (PCF) | 12 912       | 27,96        | 23 673      | 54,63       |  |
|                | Édith Errasti                     | UMP                 | 10 410       | 22,54        | 19 662      | 45,37       |  |
|                | Wallerand de Saint Just           | FN                  | 7 912        | 17,13        |             |             |  |
|                | Emmanuel Bouquillon               | UDF                 | 5 715        | 12,37        |             |             |  |
|                | Édith Bochand                     | PS                  | 5 235        | 11,34        |             |             |  |
|                | Karine Ansart                     | Les Verts           | 886          | 1,92         |             |             |  |
|                | Frédéric Gauger                   | CPNT                | 802          | 1,74         |             |             |  |
|                | Laetitia Voisin                   | LO                  | 720          | 1,56         |             |             |  |
|                | Philippe Mussat                   | LCR                 | 571          | 1,24         |             |             |  |
|                | Jacques Samyn                     | MÉI                 | 367          | 0,79         |             |             |  |
|                | Gabrielle Kubiak                  | MNR                 | 363          | 0,79         |             |             |  |
|                | Régine Debret                     | MPF                 | 289          | 0,63         |             |             |  |
|                |                                   |                     |              |              |             |             |  |
| Inscrits       | Inscrits                          | Inscrits            | 76 158       | 100,00       | 76 149      | 100,00      |  |
| Abstentions    | Abstentions                       | Abstentions         | 29 148       | 38,27        | 31 097      | 40,84       |  |
| Votants        | Votants                           | Votants             | 47 010       | 61,73        | 45 052      | 59,16       |  |
| Blancs et nuls | Blancs et nuls                    | Blancs et nuls      | 828          | 1,76         | 1 717       | 3,81        |  |
| Exprimés       | Exprimés                          | Exprimés            | 46 182       | 98,24        | 43 335      | 96,19       |  |

#### Cinquième circonscription (Château-Thierry)
| Candidat       | Candidat                     | Parti            | Premier tour | Premier tour | Second tour | Second tour |  |
| Candidat       | Candidat                     | Parti            | Voix         | %            | Voix        | %           |  |
| -------------- | ---------------------------- | ---------------- | ------------ | ------------ | ----------- | ----------- |  |
|                | Renaud Dutreil sortant réélu | UMP              | 22 090       | 46,33        | 27 758      | 73,39       |  |
|                | Franck Briffaut              | FN               | 8 572        | 17,98        | 10 065      | 26,61       |  |
|                | Bernadette Bourdat           | diss. PS         | 5 827        | 12,22        |             |             |  |
|                | Marie-Jeanne Potin           | Les Verts (PS)   | 4 670        | 9,80         |             |             |  |
|                | Jean-Luc Allioux             | PCF              | 1 931        | 4,05         |             |             |  |
|                | Jean-Claude Bouché           | LO               | 1 097        | 2,30         |             |             |  |
|                | Marc-Hervé Rey               | MÉI              | 835          | 1,75         |             |             |  |
|                | Serge Chasseuil              | LCR              | 807          | 1,69         |             |             |  |
|                | Nicole Thomassin             | Pôle républicain | 621          | 1,30         |             |             |  |
|                | Romuald Passenhove           | CPNT             | 528          | 1,11         |             |             |  |
|                | Agnès Brézillon              | MNR              | 393          | 0,82         |             |             |  |
|                | Olivia Fraillon              | MPF              | 311          | 0,65         |             |             |  |
|                |                              |                  |              |              |             |             |  |
| Inscrits       | Inscrits                     | Inscrits         | 75 534       | 100,00       | 75 538      | 100,00      |  |
| Abstentions    | Abstentions                  | Abstentions      | 26 873       | 35,58        | 32 800      | 43,42       |  |
| Votants        | Votants                      | Votants          | 48 661       | 64,42        | 42 738      | 56,58       |  |
| Blancs et nuls | Blancs et nuls               | Blancs et nuls   | 979          | 2,01         | 4 915       | 11,5        |  |
| Exprimés       | Exprimés                     | Exprimés         | 47 682       | 97,99        | 37 823      | 88,5        |  |

## Rappel des résultats départementaux des élections de 1997

### Élus en 1997
| Circ.            | Élu(e) | Élu(e) | Élu(e)                 | Élu(e)               | Élu(e)               | Battu(e) (seconde place) | Battu(e) (seconde place) | Battu(e) (seconde place) | Battu(e) (seconde place) | Battu(e) (seconde place) |
| Circ.            | Parti  | Parti  | Nom                    | % suffrages exprimés | % suffrages exprimés | Parti                    | Parti                    | Nom                      | % suffrages exprimés     | % suffrages exprimés     |
| Circ.            | Parti  | Parti  | Nom                    | 1er tour             | 2e tour              | Parti                    | Parti                    | Nom                      | 1er tour                 | 2e tour                  |
| ---------------- | ------ | ------ | ---------------------- | -------------------- | -------------------- | ------------------------ | ------------------------ | ------------------------ | ------------------------ | ------------------------ |
| 1re              |        | PS     | René Dosière           | 32,06 %              | 59,37 %              |                          | RPR                      | Jean-Claude Lamant*      | 28,98 %                  | 40,63 %                  |
| 2e               |        | PS     | Odette Grzegrzulka     | 28,63 %              | 56,52 %              |                          | UDF                      | Charles Baur*            | 27,84 %                  | 43,48 %                  |
| 3e               |        | PS     | Jean-Pierre Balligand* | 46,07 %              | 67,32 %              |                          | UDF                      | Dominique Moyse          | 17,96 %                  | 32,68 %                  |
| 4e               |        | MDC    | Jacques Desallangre    | 26,25 %              | 60,38 %              |                          | UDF                      | Emmanuelle Bouquillon*   | 26,61 %                  | 39,62 %                  |
| 5e               |        | UDF    | Renaud Dutreil*        | 30,04 %              | 43,71 %              |                          | PS                       | Dominique Jourdain       | 23,51 %                  | 41,69 %                  |
| * député sortant |        |        |                        |                      |                      |                          |                          |                          |                          |                          |